# Jedet Sánchez
Carmen Jedet Izquierdo Sánchez, plus connue sous le nom de Jedet, née le 7 juillet 1992 à Gérone en Espagne est une actrice, chanteuse, influenceuse et activiste trans pour les droits LGBT espagnole. 

## Carrière
En 2016, Jedet fait ses débuts sous le nom de « King Jedet », notamment sur les réseaux sociaux grâce à son militantisme et à sa chaîne YouTube. À la même époque, elle publie son premier livre, « Mi último Regalo ». Dans une interview accordée la même année au magazine WAG1, Jedet avoue son intention de transitionner. 
En 2020, elle obtient le rôle principal dans la série Veneno diffusée sur Antena 3, où elle incarne Cristina Ortiz aux côtés des actrices Daniela Santiago ainsi que Isabel Torres et reçoit le prix Ondas dans la catégorie de la meilleure interprète féminine de fiction nationale.
En 2022 elle se sépare de Josh Ortiz son petit ami de longue date.